# Чертков Юрій Дмитрович
Чертков Юрій Дмитрович (нар. 16 травня 1962, м. Донецьк) — член Партії регіонів; депутат ВР України, член фракції Партії регіонів (з 11.2007), член Комітету у закордонних справах (з 12.2007).

## Життєпис
Народився 16 травня 1962 р. (м. Донецьк). Неодружений. Має 2 доньки.
1981—1983 — служба в армії, група радянських військ в Німеччині.
1983—1985 — прохідник підземний, шахта ім. Челюскінців.
1985—1986 — майстер-наладник, Донецький бавовняно-паперовий комбінат.
1987—1988 — майстер дільниці верстатів з числовим програмним управлінням, Петровський ремонтно-механічний завод.
З 1997 — засновник приватного підприємства «Петровское».
З 2004 року — власник кінноспортивного комплексу «Donbass Equicentre».
З 2009 року — власник серії п'ятизіркових міжнародних турнірів Donbass Tour.
2013—2016 — Президент Всеукраїнської Федерації кінного спорту.
За роки президентства Юрія Дмитровича Чорткова:
21-27.07.2014 — українська дитяча збірна команда на Чемпіонаті Європи з конкуру в Ареццо, Італія.
08-13.07.2014 — українські вершниці на Чемпіонаті Європи з виїздки серед юнаків та юніорів до Ареццо, Італія.
25.08-07.09.2014 — українська збірна на СВІТОВИХ КІННИХ ІГРАХ 2014 у Нормандії.
19-23.08.2015 — українська збірна з конкуру на Чемпіонаті Європи 2015 року в Аахені.
У вересні 2015 — українська збірна з конкуру здобула Кваліфікацію на Олімпіаду у Ріо 2016.
У серпні 2016 — українська збірна з конкуру на Олімпійських Іграх У Ріо 2016.
Освіта: Єнакіївський металургійний технікум (1977—1981), технік-механік, «Устатковання заводів чорної металургії»; Донецький національний університет (1999—2002), економіст, «Міжнародна економіка».
Заслужений економіст України (1996). Почесна грамота КМ України (08.2001, 10.2003). Орден «За заслуги» III ст. (10.2003). Орден Святого Станіслава (2001). Державний службовець 1-го рангу (06.2000).

## Депутатська діяльність
Народний депутат України 7-го скликання від Партії регіонів. Член Комітету у закордонних справах.
Народний депутат України 6-го скликання з 11.2007 від Партії регіонів, № 85 в списку. На час виборів: народний депутат України, член ПР. Член Комітету у закордонних справах.
Народний депутат України 5-го скликання з кінця травня 2006 року. Обраний від Партії регіонів, № 85 в списку. На час виборів: тимчасово не працював, член ПР, член Комітету з питань європейської інтеграції (07.-09.2006). член Комітету у закордонних справах (з 09.2006), член фракції Партії регіонів (з 05.2006).

## Нагородження орденом «За заслуги»
У травні 2012 нагороджений орденом «За заслуги».

## Виноски
1. ↑  http://w1.c1.rada.gov.ua/pls/radac_gs09/d_index_arh?skl=5
2. ↑  http://w1.c1.rada.gov.ua/pls/radac_gs09/d_index_arh?skl=6
3. ↑  http://w1.c1.rada.gov.ua/pls/radac_gs09/d_index_arh?skl=7
4. 1 2  Офіційний сайт Всеукраїнської федерації кінного спорту. efu.org.ua. Процитовано 9 жовтня 2023.
5. 1 2 3 4  Офіційний портал Верховної Ради України. w1.c1.rada.gov.ua. Процитовано 9 жовтня 2023.
6. 1 2 3  Довідка: Чертков Юрій Дмитрович. dovidka.com.ua. Процитовано 9 жовтня 2023.
7. 1 2 3 4 5 6  Чертков Юрій Дмитрович. LB.ua. 19 серпня 2014. Процитовано 9 жовтня 2023.
8. ↑  Donbasstour | Official site. donbasstour.com. Процитовано 17 жовтня 2023.
9. ↑  Наша детская сборная команда на Чемпионате Европы по конкуру в Ареццо. efu.org.ua. Процитовано 9 жовтня 2023.
10. ↑  УКРАИНСКИЕ ВСАДНИЦЫ НА ЧЕМПИОНАТЕ ЕВРОПЫ ПО ВЫЕЗДКЕ СРЕДИ ЮНОШЕЙ И ЮНИОРОВ. efu.org.ua. Процитовано 9 жовтня 2023.
11. ↑  Всесвітні кінні Ігри 2014 в Нормандії. efu.org.ua. Процитовано 9 жовтня 2023.
12. ↑  Українська збірна з конкуру на Чемпіонаті Європи 2015 в Аахені. efu.org.ua. Процитовано 9 жовтня 2023.
13. ↑  Збірна України з конкуру кваліфікувалася на Олімпіаду-2016. Інформаційне агентство Українські Національні Новини (УНН). Всі онлайн новини дня в Україні за сьогодні - найсвіжіші, останні, головні. (укр.). Процитовано 9 жовтня 2023.
14. ↑  Українська конкурна збірна отримала кваліфікацію на Олімпіаду в Ріо 2016. efu.org.ua. Процитовано 9 жовтня 2023.
15. ↑  Олімпійскі Ігри у Ріо 2016. efu.org.ua. Процитовано 9 жовтня 2023.